# Charles de Brouckère (1757-1850)
Pour les articles homonymes, voir de Brouckère et Charles de Brouckère.
Charles de Brouckère, né à Torhout, le 6 octobre 1757 et décédé à Bruges le 29 avril 1850, fut un avocat, haut fonctionnaire et homme d'État durant la période autrichienne, française et le Royaume des Pays-Bas.

## Biographie
Diplômé de l'université de Louvain, Charles de Brouckère devient avocat au Conseil de Flandre.
Il fut anobli en 1817 par le roi Guillaume Ier des Pays-Bas et reçu dans l'Ordre équestre de Flandre occidentale.
Il est le père du ministre Charles de Brouckère, bourgmestre de Bruxelles, et du chef de gouvernement Henri de Brouckère.